# Midi Minuit Fantastique
Midi Minuit Fantastique (1962-1972)  fue una revista de cine francesa desaparecida. 

## Historia
Publicada por Éric Losfeld, editor de Adonis Kyrou y la revista de cine Positif, en sus inicios colaboraron con ella Michel Caen y Alain Le Bris, junto a otros, como Jean Boullet y Jean-Claude Romer. La sede de la revista estuvo en París .
La revista estaba dedicada al cine fantástico, de terror y de ciencia ficción y publicaba una guía de las salas de cine parisinas que exhibían esos géneros de culto.
Algunos números de Midi Minuit Fantastique se dedicaron a temas especiales, como King Kong, Drácula, El juego más peligroso. Más adelante, cuando la aceptación de los cánones alternativos del cine había crecido, Midi Minuit Fantastique a veces trataba temas más convencionales, como el perfil de grandes directores de cine como Samuel Fuller, Otto Preminger o Federico Fellini. También abordó la ficción literaria, con algún artículo sobre Gaston Leroux o Jean Rollin. 
Durante su existencia la revista produjo un total de 24 números. 